# 日本振袖始
日本振袖始（ にほんふりそではじめ ）は近松門左衛門作の時代物浄瑠璃。全五段。1718年(享保3)2月、大坂竹本座初演。
八岐大蛇伝説を元に描く。
現在は、素戔嗚尊が八岐大蛇を退治する場面を描く五段目のみ上演される。1971年12月に国立劇場で六代目中村歌右衛門が「岩長姫実は八岐大蛇」を演じて復活上演した。文楽では2010年に復活上演している。
外題の振袖始は劇中に熱で苦しむ稲田姫の服の袖を素戔嗚尊が刀で切る場面があることから名づけられている。

## あらすじ
現在上演に用いられる五段目（大蛇退治の段）のあらすじを記載する。
出雲国の山奥に八つの頭をもつ大蛇・八岐大蛇が住みついていた。村人はその祟りを恐れ、生贄として毎年一人ずつの美しい娘を差し出していた。大蛇は岩長姫の姿をとり、この年の生贄である稲田姫を襲おうとする。しかしふと酒の香りに気付くと、先に八つの甕（かめ）に入っていた酒を飲み干し、最後は稲田姫も飲み込んだ。そこに稲田姫の恋人である素戔嗚尊が駆けつける。素戔嗚尊は過去に、大蛇に十握の宝剣を奪われて（飲み込まれて）いた。大蛇を退治するため、素戔嗚尊は前もって八つの甕の酒に毒を仕込んでいた。毒酒に酔った岩長姫は大蛇の本性を表すと、素戔嗚尊と激しい戦いを繰り広げる。

## 歌舞伎
1971年12月に国立劇場で六代目中村歌右衛門が「岩長姫実は八岐大蛇」を演じて復活上演した。以降不定期に同劇場での上演、シネマ歌舞伎での上映（2014年上演）が行われている。

## 人形浄瑠璃文楽
上演は1883年（明治16年）以降途絶えていたが、2010年（平成22年）7月に国立文楽劇場の公演で127年ぶりに上演された。
文楽においては「ガブ」という顔の造形が変化する首があり、岩長姫（八岐大蛇）の人形にこの仕掛けが用いられている。